# Победа (планина)
Победа је планина и врх у Јакутији, највиша тачка Буордаског планинског масива. То је највиши врх у Јакутији и највиша тачка у североисточном Сибиру. Висина 3.003 метра (3.147 по старим подацима).
Планина је око 180 км североисточно од села Уст-Нере и око 140 км јужно од  Арктичког круга.